# Australisk gråfågel
Australisk gråfågel (Coracina novaehollandiae) är en fågel i familjen gråfåglar inom ordningen tättingar.

## Utseende och läte
Australisk gråfågel är en stor och slank fågel, med ljusgrå ovansida, ljusare undersida och tydligt svart på strupen och i en ansiktsmask. Ungfågeln är ljusare, med mörkgrått i ansiktet istället för svart. Mörk form av vitbukig gråfågel har mer svart i ansiktet hos den adulta fågel, men saknar svart i ljus form och i ungfågelsdräkten. Lätet är en oroad skallrande drill.

## Utbredning och systematik
Australisk gråfågel delas in i tre underarter med följande utbredning:
- Coracina novaehollandiae melanops – förekommer i Australien, flyttar till Nya Guinea, Sundaöarna, västra Salomonöarna
- Coracina novaehollandiae novaehollandiae – förekommer på Tasmanien, King och Flinders island, flyttar till östra Australien
- Coracina novaehollandiae subpallida – förekommer i centrala Western Australia (Pilbararegionen), flyttar till Kaiöarna

## Levnadssätt
Australisk gråfågel hittas i olika typer av beskogade områden, även hyggen, jordbruksbygd och urbana områden med inslag av träd. 

## Status och hot
Arten har ett stort utbredningsområde, men tros minska i antal, dock inte tillräckligt kraftigt för att den ska betraktas som hotad. Internationella naturvårdsunionen IUCN listar arten som livskraftig (LC).

## Bilder

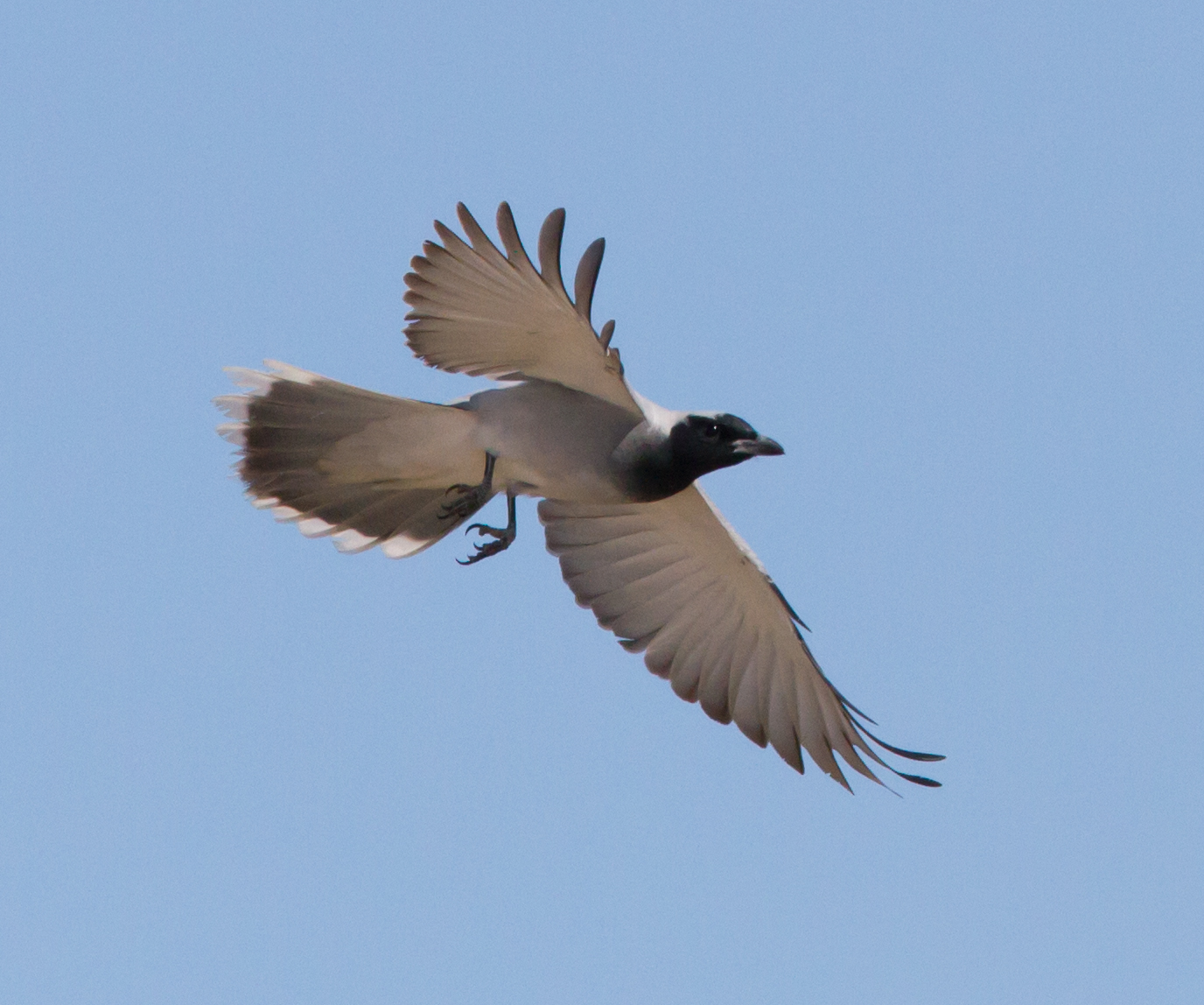
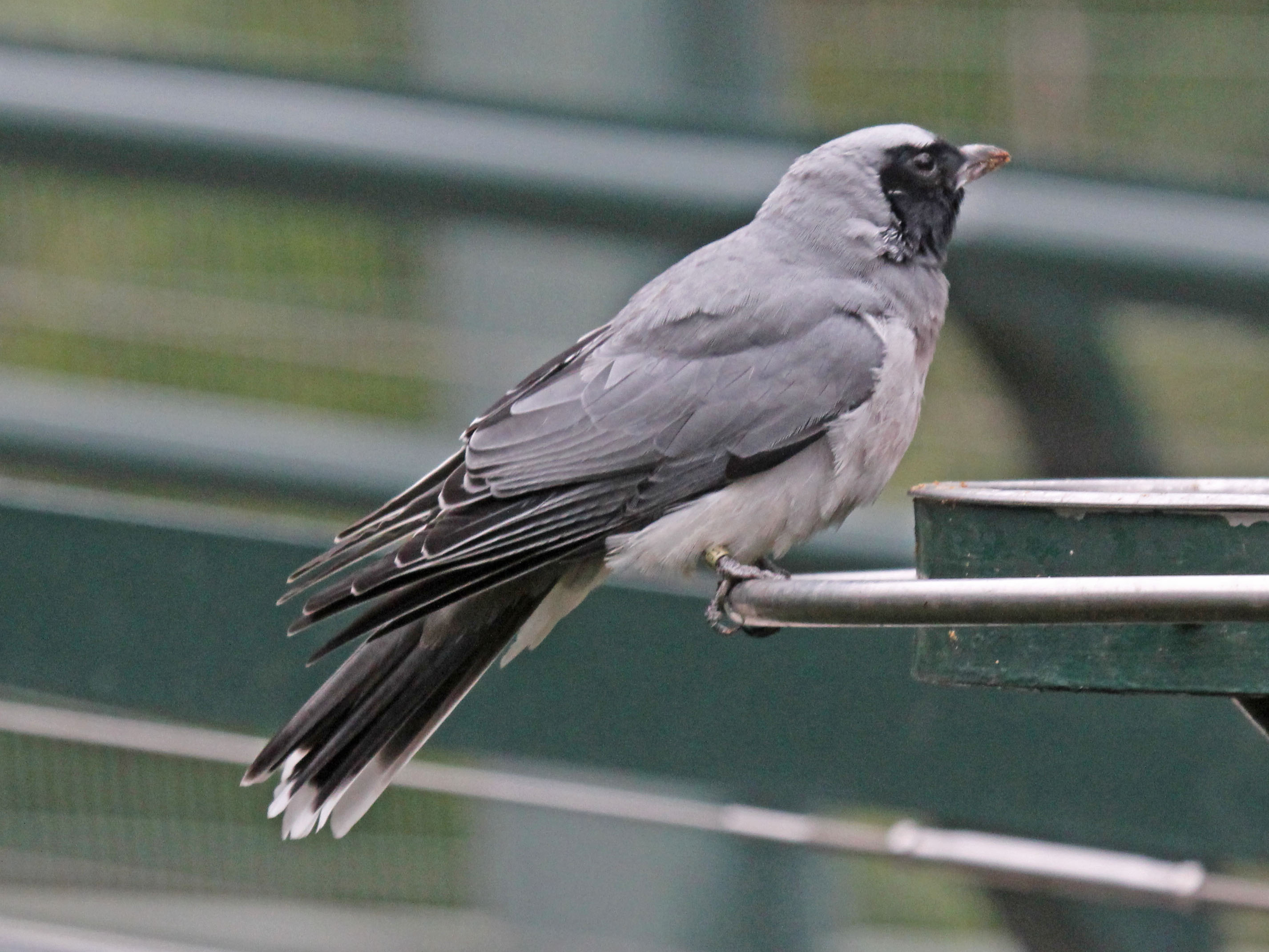
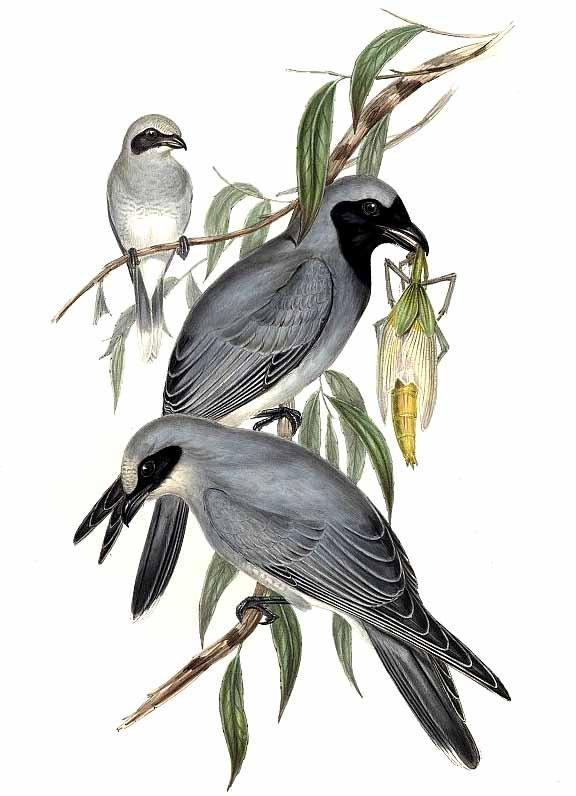